# Freelancer
Freelancer est un jeu vidéo de simulation de combat et de commerce spatial conçu par Chris Roberts, développé par Digital Anvil, édité sous PC par Microsoft Game Studios, sorti le 4 mars 2003 aux États-Unis, le 27 mai 2003 en France. Freelancer est une sorte de suite du jeu Starlancer, dont les évènements se déroulent 800 ans avant ceux de Freelancer.

## Présentation
Freelancer raconte l'histoire du peuplement humain de la région de Sirius à travers les yeux d'Edison Trent, un pilote free-lance (d'où le nom du jeu). En effet, une partie de la population humaine a émigré vers cette région de l'espace au XXIIIe siècle à la suite d'une grande guerre dans le système solaire ; cette migration interstellaire est une conséquence de la contre-attaque de la Coalition annoncée dans la scène finale Starlancer, créant le seul lien entre les deux opus. Les évènements du jeu se déroulent environ 800 ans après l'arrivée des humains dans le secteur de Sirius. Edison Trent, survivant d'un attentat sur une station neutre, tente de refaire sa vie et de comprendre les secrets planant autour de ce mystérieux attentat.
Dans un univers de type Space Opera, le joueur incarne Edison Trent. Une fois le scénario principal terminé, le joueur est libre de choisir son camp et ses activités. Ainsi, il est possible d'effectuer du trafic de drogue pour le compte d'une organisation criminelle, de travailler avec la police ou de convoyer des marchandises pour le compte d'une corporation. Le jeu est constitué d'une cinquantaine de systèmes, pour la plupart situés dans les espaces coloniaux : Bretonia, Kusari, Liberty et Rhénanie. Le jeu se déroule au sein de ces systèmes, et il existe deux phases de jeu différentes : dans les bases, lorsque le vaisseau est à l'arrêt, et dans l'espace, où le joueur se retrouve majoritairement. Chaque phase a ses particularités.

## Système de jeu
Le jeu comporte deux phases: en vol et sur les bases (stations, cuirassés et planètes).
En vol, le joueur se retrouve aux commandes de son vaisseau. Il peut piloter jusqu'à quatre types de vaisseaux différents: chasseur léger, chasseur lourd, chasseur très lourd et cargo — chaque type ayant ses caractéristiques propres — mais ne peut posséder qu'un seul vaisseau.
Le joueur peut bien évidemment se déplacer— au sein d'un système ou bien d'un système à un autre — transporter de la marchandise où engager le combat contre les ennemis. Pour se déplacer au sein d'un système, outre la propulsion conventionnelle, il dispose de plusieurs options: la plupart des systèmes ont des routes commerciales qui permettent le déplacement à grande vitesse entre les points clés du système; en l'absence de telles routes, le vaisseau dispose d'un moteur de croisière qui, loin d'être aussi efficace que les routes commerciales, permet de rejoindre quand même rapidement la destination. Pour se déplacer entre systèmes, le moyen normal consiste à passer par des portes de saut, qui se retrouvent aux limites de chaque système et sont utilisées par les autorités et les convois commerciaux; toutefois, il existe aussi des brèches de saut, moins contrôlées, qui sont utilisées par les pirates pour passer d'un système à un autre en évitant les autorités.
Pour le combat, le joueur peut compter sur tout un arsenal offensif: canons, missiles (contre les vaisseaux), torpilles (contre les bases) et mines, ainsi que des interrupteurs de croisière qui empêchent l'ennemi de fuir en utilisant leur moteur de croisière. Pour se protéger, il peut compter sur des défenses passives et actives. La principale défense passive est le bouclier. Certains types de boucliers réagissent mieux à un type donné de canon et moins bien à un autre type. Une fois le bouclier déchargé (mais le vaisseau dispose d'un certain nombre de recharges pour rétablir le bouclier), les tirs atteignent la coque (que le joueur peut réparer grâce à des nanorobots). En ce qui concerne les défense actives, si le joueur est verrouillé par un missile ennemi, il peut déployer des contre-mesures pour se débarrasser du missile. En outre, le vaisseau embarque un propulseur de postcombustion, qui lui permet d'accélérer temporairement afin d'échapper à des tirs ennemis.
Pour le transport de marchandise, le vaisseau du joueur dispose d'une soute, qui varie en fonction du type de vaisseau possédé (les cargos ayant naturellement les soutes les plus grandes). De plus, tout vaisseau dispose d'un faisceau de récupération pour embarquer des marchandises traînant dans l'espace (par exemple à la suite d'un combat spatial). Les marchandises peuvent être vendues ou achetées sur des bases, mais le prix varie en fonction des bases, ce qui permet au joueur d'acheter des marchandises à bas prix sur une base et de la revendre à un prix plus élevé sur une autre et réaliser ainsi des bénéfices.
Sur chaque base, le joueur accède à des services plus ou moins variés en fonction des bases. Outre la plate-forme d'atterrissage, qui lui permet de décoller dans l'espace, on peut trouver un équipementier pour réparer et réarmer son vaisseau, un marchand pour l'achat et la vente de fret, un concessionnaire pour acheter de nouveaux vaisseaux ; et le bar, où chercher un travail, s'informer des dernière rumeurs, suivre l'actualité, obtenir des renseignement rares, voire payer un pot-de-vin.
Au niveau des commandes, le joueur dispose de quatre commandes principales dans la phase vol : le vol libre (option par défaut, le joueur contrôle intégralement son vaisseau), atteindre (un point de route, une station ou une planète), s'arrimer (à une station ou une planète), intégrer une formation de vaisseau (convoi commercial). Sur les bases, ces commandes permettent d'utiliser les différents services (bar, marchand, équipementier, concessionnaire). Outre ces commandes, il peut également activer les recharges de bouclier et/ou les nanorobots, scanner un vaisseau pour voir sa marchandise et son armement ou encore le contacter pour qu'il donne son indicatif et quelques détails de sa mission (marchandise transportée/départ de sa patrouille, destination).
À noter que le joueur sera ponctuellement scanné, que ce soit par la police/les forces militaires à la recherche de marchandise illégale (qui scannent aussi régulièrement les vaisseaux indépendants, comme les chasseurs de primes) ou par les criminels s'ils ne sont pas ennemis (qui scannent aussi régulièrement les cargos). S'ils trouvent un objet d'intérêt dans la soute du vaisseau, ils donneront le choix au joueur: larguer sa cargaison ou se faire attaquer. Enfin, le joueur peut voir ses objectifs de missions et son journal, sa situation dans le système et l'univers avec la carte, voir le fret et l'équipement qu'il transporte, et voir sa réputation auprès des différentes factions ainsi que sa progression.
En effet, le jeu inclus un grand nombre de factions auprès desquelles le joueur aura une certaine réputation (allié, neutre, ennemi). Ainsi, les factions ennemies attaqueront le joueur à vue tandis que les alliés pourront lui offrir la sécurité de leurs bases. La réputation du joueur auprès d'une faction influence aussi celle qu'il a auprès des autres: ainsi, si le joueur améliore par exemple sa relation auprès des forces militaires d'une Maison, il améliorera sa réputation auprès de la police et des corporations de cette Maison, tandis que sa réputation auprès des factions criminelles se dégradera et inversement. En outre, si le joueur refuse de larguer sa cargaison et engage le combat avec ses agresseurs, sa réputation auprès de leur faction en prendra aussi un coup.
Certaines factions sont ennemies: par exemple, police et armée sont ennemis des pirates, mais certaines factions pirates sont ennemies entre elles et il en va de même avec les corporations. Le joueur peut améliorer progressivement sa réputation auprès d'une faction en accomplissant des missions pour elle, à condition qu'elle ne soit pas trop dégradée. Mais il existe cependant un autre moyen: en effet, dans les bars, le joueur peut se voir proposer de payer un pot-de-vin pour améliorer sa réputation auprès d'une faction, ce qui risque par contre de la dégrader auprès d'autres factions ennemies de la première (à l'exception notable des Zoneurs, qui n'ont aucun ennemi).
La progression dans les niveaux, qui débloquent la possibilité d'acheter certaines armes et certains vaisseaux, se fait alternativement en s'enrichissant ou en réussissant les missions du scénario principal. Celui-ci se termine en accordant au joueur le niveau 18 et à partir de ce point, seul l'enrichissement permet d'accéder à un niveau supérieur, le maximum étant le niveau 38. Pour s'enrichir, le joueur devra effectuer des missions. Celle-ci sont de différents types: abattre une escadrille de vaisseaux ennemi, récupérer/détruire une marchandise particulière, capturer/assassiner un membre en vue d'une faction ennemie, ou faire sauter une installation (plate-formes d'armement, station spatiale). Ces missions sont données au bar, via le tableau des missions ou via l'un des clients. Une fois la mission accomplie, le joueur est payé et voit sa réputation augmenter. De plus, s'il le juge nécessaire, il peut éventuellement abandonner sa mission, mais sa réputation auprès de son employeur du moment (qui ne le payera pas) se dégradera.

## Trame

### Scénario

#### Introduction
Au XXIIIe siècle, l'humanité, qui contrôle l'ensemble du système solaire, est engagée dans une grande guerre. La Coalition et l'Alliance, réunissant chacun une partie de l'humanité, s'affrontent pour la possession de la Terre. La Coalition a l'avantage et est proche de remporter le conflit. L'Alliance renonce donc à contrôler le système solaire et envoie depuis un des satellites de Jupiter 5 vaisseaux-dortoirs, destinés à transporter des colons vers le secteur de Sirius pour y établir une nouvelle civilisation humaine: Le Bretonnia, l'Hispania, le Kusari, le Rhénanie et le Liberty. Ces vaisseaux donneront leurs noms aux colonies de Sirius, à l'exception de l'Hispania, qui, gravement touché dans la fuite du système solaire, dérive et s'arrête dans le système Omicron Alpha. Les passagers de ce vaisseau se sépareront et formeront deux des principaux groupes criminels de Sirius : les Parias et les Corsaires.

#### Synopsis
Les événements du jeu se déroulent au XXXIe siècle, 800 ans après ceux du scénario préliminaire décrit dans la cinématique d'ouverture de Freelancer.
Edison Trent est originaire de la planète Leeds, dans l'espace de Bretonia. Élevé par un équipementier de la planète, Richard Winston Tobias, ancien pilote des Forces Armées Bretoniennes, son rêve est d'explorer l'espace et de découvrir de nouveaux systèmes inexplorés. Il décide donc de partir pour rejoindre les systèmes frontaliers du secteur de Sirius, où il vit quelque temps. Trent acquiert une tonne de bore en l'achetant à un convoyeur peu scrupuleux qui, au lieu de transporter la marchandise, préfère la vendre à son profit. Trent trouve assez rapidement un acheteur potentiel pour son acquisition : Samus Lonnigan, représentant de l'entreprise Samura, qui promet un million de crédits. Les deux personnages se donnent rendez-vous sur une station neutre baptisée Port Franc 7.
Cependant, alors que l'accord vient d'être conclu, la station est attaquée par un groupe inconnu et les rares survivants, dont font partie Trent et Lonnigan, sont amenés sur la planète Manhattan. Lonnigan, gravement blessé, est emmené à l'hôpital, et Trent décide d'attendre sa sortie pour réclamer l'argent que ce dernier lui doit. Entre-temps, il rencontre Jun'ko Zane, surnommée Juni, Commandante au sein de la Force de Sécurité de Liberty, et accepte de remplir quelques missions pour elle afin de gagner un peu d'argent et d'avoir un nouveau vaisseau. Il travaille avec King, Capitaine de la FSL. Sa première mission est de dénicher une base de pirates. Mais à peine Trent décolle-t-il, que le RNC Donau (prononcer 'Donaô'), qui transporte l'Amiral Otto Sulzsky, venu voir la présidente Jacobi pour des négociations, est attaqué et détruit par l'Ordre. Après avoir abattu les agresseurs, Trent reprend sa mission, et peu après, la base pirate est anéantie. Après quelques petits boulots, Trent est contacté par Juni. Elle lui demande d'aller avec King capturer Sean Ascroft, un contrebandier d'artefacts Dam-Kavosh, dans le système Colorado. Arrivé sur la plate-forme de lancement, il tombe sur Lonnigan, qui semble confus et paranoïaque. Deux hommes l'endorment avec des fléchettes hypodermiques et mettent Trent K.O. Ce dernier est réveillé par Juni à coup de gifles. En partant dans le système Colorado, le freelancer apprend que Liberty a placé ses cuirassés à toutes les portes de saut du systèmes New York. Après quelques scan de vaisseaux, il intercepte un suspect, qui n'est pas Sean Ascroft. Ce dernier a déjoué une embuscade près de la station de Pueblo, et est sur le point de la faire exploser. Trent et King interviennent juste à temps. La station de Pueblo a réussi à placer un traceur sur l'un des vaisseaux d'Ascroft, et les deux pilotes, avec des renforts, parviennent à le capturer et reçoivent l'ordre de le ramener sur le cuirassé Missouri, le vaisseau amiral de la Flotte de Liberty. En arrivant dans le Système New York, ils se font attaquer par des complices de Sean Ascroft qui tentent de le libérer, en vain.
Une fois le contrebandier aux mains de la FSL, Juni demande à Trent de l'aider. Il apparaît qu'Ascroft a des sympathisants au sein des hautes sphères de Liberty, et l'un d'entre eux lui transmet des informations. Juni veut prouver la présence de cette taupe en organisant une mission bidon de transport d'artefacts vers une station de recherche de la Flotte de Liberty, la station de recherche Willard, situé dans le système Californie. Avant de la rejoindre sur la planète Californie Mineure pour la mission, Trent à une autre surprise : Lonnigan s'évade de l'hôpital, prétendant être recherché par des agents du gouvernement de Liberty. Il lui enjoint de s'enfuir également, prétextant avoir une dette envers lui mais refusant de payer l'argent qu'il doit à Trent; peu après, Lonnigan est tué, alors qu'il tentait de rejoindre l'espace rhénan. La mission de Juni réussit : ils sont violemment attaqués, et ne doivent leur peau qu'aux renforts qui sont intervenus. Juni tente de contacter son supérieur, mais apprend qu'il est en prison. Alors qu'elle et Trent retournent sur la planète Californie Mineure pour rencontrer Marcus Walker, un Capitaine de la Flotte de Liberty et ami de Juni, ils se font attaquer sans sommation par des vaisseaux de l'Armée de Rhénanie. Quand ils rejoignent Walker et son groupe de croiseurs, celui-ci semble surpris par une demande surprise d'inspection de la part du haut commandement. C'est alors qu'ils reçoivent un appel de détresse de la base Willard, qui est attaquée par une petite flotte rhénane. Trent, Juni, et le groupe d'intervention de Walker foncent sauver la station et mettent un terme à l'attaque. Juni informe Trent qu'elle doit appeler ses contacts afin de comprendre ce qui se passe. Quand Trent la rejoint à Manhattan à sa demande, il apprend que Sean Ascroft a disparu, et que les gardiens prétendent n'avoir jamais entendu parler de lui. Walker est également porté disparu, tout comme son croiseur... depuis cinq ans. Alors que Juni le laisse seul afin d'aller se préparer, Trent rencontre un autre rescapé de Port Franc 7, qui lui avoue que c'est de sa faute si la station a été attaquée: les responsables étant à la recherche d'un artefact alien, que l'homme a en sa possession. Ce dernier est assassiné par un policier, sous les yeux de Trent. Le policier prétexte avoir agi de la sorte à cause de l'illégalité du trafic d'artefacts extraterrestres. Zane tente de s'interposer et, par légitime défense, tue le policier. Trent récupère l'artefact, mais lui et Zane sont contraints de s'échapper de Liberty. Ils ne parviennent à se mettre en sécurité que grâce à Walker et à King. Ils retrouvent un vieil ami, Van Pielt, qui leur indique une personne en mesure de les aider, le Pr Roland Quintaine; mais toute la Flotte de Liberty leur tombe dessus, et Van Pielt se sacrifie pour leur permettre de s'échapper. Ils font route vers Bretonnia, Juni partant à la recherche de Quintaine, et Trent retournant chez Tobias, sur Leeds. Tobias donne à Trent de quoi changer de vaisseau afin de passer inaperçu.
Sitôt que Juni a une piste, ils se mettent en route. Quintaine reste introuvable, cependant son assistante, le Pr Kendra Sinclair, se trouve sur une planète reculée, Sprague. Mais en arrivant sur Sprague, des vaisseaux rhénans dotée d'une technologie de camouflage révolutionnaire les attaquent. Plus tard, d'autres vaisseaux rhénans détruisent le site de recherche du Pr Sinclair et c'est de justesse qu'ils s'en sortent, notamment grâce à l'aide de deux déserteurs rhénans qui les escortent jusqu'à Leeds. Pendant que Sinclair tente de traduire les inscriptions sur l'artefact, Trent part ramener Quintaine, finalement retrouvé sur une base éloignée, et les Rhénans leur tombent dessus. Ils s'en sortent encore une fois de justesse, mais ne peuvent plus rester sur Bretonnia. Quintaine propose alors d'aller cher Kress, un agent de l'Ordre qui lui avait proposé un abri. Pendant leur fuite ils rencontrent une opposition Rhénane de plus en plus forte, allant même jusqu'à affronter une flotte tout entière, avec l'aide d'un groupe de combat dépêché par Kress. Une fois en sécurité, Quintaine annonce que pour finir ses traductions, il lui faut un autre artefact appelé le "Tome de Prothéus", qui se trouve à Kusari. Juni et Trent y vont et rencontrent l'agent de l'Ordre en place, Lord Hakkera, qui leur promet de faire son possible. Malheureusement, les artefacts de Kusari sont placés sous le contrôle exclusif du Gouverneur Yoshinobu Tekagi, qui s'apprête à les livrer au Chancelier rhénan Gustav Niemann. Les deux comparses s'allient alors avec les Dragons Sanguinaires, un groupe politico-militaire tentant de rétablir l'ancienne monarchie, renversée il y a des siècles par Samura, pour capturer le transport censé amener Tekagi et les artefacts en Rhénanie avec l'aide d'Ozu, un des principaux lieutenant de l'organisation. La mission est réussie, mais il s'avère que ni Tekagi, ni le Tome ne se trouvaient à bord. Par conséquent, la seule solution consiste à aller les trouver dans leur retraite fortifiée. C'est là que Trent rencontre les Nomades, sous les traits de leur agent Tekagi. À la fin, Trent récupère le Tome et Tekagi se fait tuer par Ozu qui se sacrifie.
Une fois revenus en sécurité à la base des Dragons Sanguinaires, Lord Hakkera l'envoie secourir son agent en Rhénanie, Von Clausen, une mission qui s'avère particulièrement difficile: en effet, le Chancelier Niemann vient de déclencher une guerre avec Kusari; cependant Trent peut compter sur l'aide d'un informateur de l'Ordre nommé Blix, et sur l'escorte du lieutenant de Von Clausen, Hans Fischer. Trent retrouve sa cible sans mal mais ils ne peuvent repartir tout de suite. En effet, la Rhénanie est en train de construire des prototypes de cuirassés, qui s'avèrent être des vaisseaux Nomades. Ils y arrivent avec l'aide d'un groupe de rebelles, mais celui-ci se fait massacrer. C'est durant leur fuite qu'ils se font récupérer par l'Osiris, un ancien vaisseau Liberty volé par l'Ordre et disposant d'une technologie de camouflage similaire à la technologie rhénane, et que Trent rencontre Casper Orillion, le chef de l'Ordre, et ancien agent liberty. Celui-ci confie à Trent, Juni, et King la mission de sauver Barbara Jacobi, présidente de Lyberty, destituée par une Flotte de Liberty sous contrôle Nomade, en plein milieu d'une guerre dans les colonies. La mission est un succès, mais le groupe de loyaliste, mené par Walker, qui les avait aidé, se fait également exterminer. Quintaine annonce avoir besoin d'une cellule énergétique Nomade pour pouvoir achever son travail. Une fois celle-ci récupérée et ramenée sur la base de l'Ordre, l'artefact peut être activé, et révèle la carte de l'empire des Dam-Kavosh qui s'étend à travers une bonne partie de l'Univers. Il s'avère que les Dam-Kavoshs avaient créés les Nomades pour les servir et qu'ils utilisaient une technologie de téléportation interstellaire largement plus sophistiquée que celle mise au point par les humains, qui, une fois activée, renverrait les Nomades chez eux. Et c'est le rôle de l'artefact, que l'Ordre à bien l'intention d'utiliser pour vaincre les Aliens. Seulement la base de l'Ordre se fait attaquer, et Trent et ses alliés ne peuvent que repousser la flotte Nomade le temps de l'évacuation avant que la base ne soit détruite. Après un dernier rassemblement sur l'Osiris, tous les survivants mettent le cap sur une porte de saut Nomade, qui les conduit à une Sphère de Dyson, et à une cité spatiale Nomade. Trent active "l'Hyperporte de saut" et les Nomades sont renvoyés chez eux.
Quatre semaines plus tard, la guerre est terminée, Trent et Juni sont libres de toutes les charges qui pesaient sur eux depuis leur fuite de Liberty. Orillion reste dans l'ombre, et propose à Trent de devenir son agent sur Liberty. Le jeu continue alors, mais il n'y a plus de scénario.

### Personnages

#### Protagonistes
- Edison Trent (VF : Guillaume Lebon) est le héros et le principal protagoniste du jeu. Pilote free-lance, il est selon le scénario d'origine bretonienne. Dans le jeu libre, son indicatif est "Freelancer Alpha 1.1" (prononcé "un point un") lorsqu'il est contacté en dehors du scénario principal.
- La Commandante Jun'ko "Juni" Zane (VF : Hélène Vanura) est une pilote d'origine kusarienne travaillant pour la Force de Sécurité de Liberty (FSL) avec le grade de commandant, que l'on rencontre au début du jeu. Froide et autoritaire avec Trent, elle sera embarquée malgré elle dans ses péripéties. Ce personnage parodie clairement la femme habituelle des jeux vidéo, lors d'un passage où elle réveille Trent évanoui à coup de gifles.
- Le Capitaine Michael King (VF : José Luccioni) est un officier de la FSL et participera avec Trent à ses deux premières missions. Il s'effacera par la suite mais réapparaîtra dans les dernières missions du jeu et y tiendra un rôle d'importance. Dans le jeu, son indicatif est Gamma 6.
- Casper Orillion (VF : Thierry Mercier) est le chef de l'organisation secrète appelée "l'Ordre" dont l'objectif principal est de défendre les colonies humaines de Sirius face aux Nomades. Cet ancien agent opérationnel de Liberty recrutera Trent, Juni et King dans sa lutte contre les extra-terrestres.

#### Autres personnages
- La Présidente Barbara Jacobi est la dirigeante de Liberty. Elle est apparemment menacée pour d'obscures raisons par les représentants de la Rhénanie. Elle essaie de coordonner les efforts contre la mystérieuse vague touchant Sirius.
- Le Gouverneur Yoshinobu Tekagi est un haut dignitaire de Kusari instaurant peu à peu une dictature vouée aux intérêts des sociétés du pays. Il est menacé par des groupes révolutionnaires.
- Le Chancelier Gustav Niemann est le dirigeant de Rhénanie. Il semble être très intéressé par les artefacts. Les actions de son armée et de sa diplomatie sèment peu à peu la discorde dans Sirius, alors que sa Maison se retrouve sous sa dictature, étant lui-même contrôlé par les Nomades.
- Le Capitaine Marcus Walker est un officier de la Flotte de Liberty et commande le croiseur LNS Utah. Il est à la tête d'un groupe de loyaliste dévouée à la protection de la Présidente de Liberty.
- Sean Ashcroft est un contrebandier dangereux et très bien protégé. Ses cargaisons de prédilections sont les artefacts, mais malgré ce lien avec l'intrigue, il reste un personnage secondaire.
- Lonnigan est un autre survivant de Port Franc 7. Malgré sa mort au tout début du scénario, il reste celui qui entraîne Trent dans l'aventure. C'est lui qui a acheté le bore à Trent mais qui ne le lui remboursera jamais (il est mort...) et explique le fait que Trent se retrouve à Manhattan avec seulement 500 crédits...
- Syd est un voleur d'artéfact et l'un des survivants de Port Franc 7. C'est à cause de lui et de l'artéfact qu'il transportait que la station fut attaquée et détruite. Il sera exécuté sans sommation par la Police de Liberty, ce qui provoquera la fuite de Ju'ni et de Trent de cette Maison.

### Univers

#### Généralités
Le jeu se déroule dans le secteur de l'étoile Sirius, imaginé de façon que plusieurs planètes existent dans la cinquantaine de systèmes stellaires du secteur et puissent être terraformées. La plupart des planètes sont nommées d'après des villes ou des îles terriennes, et une partie des systèmes est nommée d'après le nom d'une ville ou d'un état.
Il existe quatre espaces colonisés, appelés « Maisons », entourés de systèmes divers : Bretonnia, Liberty, Rhénanie, Kusari.
Les systèmes séparant Liberty des autres espaces sont nommés Mondes Indépendants et sont nommés d'après de célèbres scientifiques ou explorateurs : Magellan, Cortez, Kepler, Galilée, Béring et Hudson. Les 4 systèmes entre Bretonia et Kusari sont des baptisés par un Tau suivi d'un numéro de 23 à 37. Les 5 systèmes entre Bretonia et Rhénanie sont baptisés Oméga et numérotés de 3 à 41. Les 3 systèmes entre Rhénanie et Kusari sont baptisés Sigma et numérotés de 13 à 19. Les 4 systèmes restants sont baptisés Omicron et numérotés de Alpha à Thêta.
Il existe également 2 systèmes inconnus et non habités par l'homme, ainsi que deux systèmes Omicron accessibles uniquement lors de la campagne et dont la localisation précise dans le secteur de Sirius est difficile : Omicron Mineur et Omicron Majeur.
Le déplacement intra-système se fait, dans la plupart des systèmes des colonies, par le moyen de routes commerciales à vitesse luminique permettant de rallier rapidement les planètes et stations. Le déplacement inter-système se fait au moyen de portes de saut. Cependant, il existe également un autre moyen de passer d'un système à l'autre : la brêche de saut. Fonctionnant sur le même principe que les portes, les brêches sont des phénomènes imprévisibles et moins sûrs, du moins théoriquement. Les systèmes non colonisés ne sont donc joignables qu'au moyen des brêches. La connaissance du réseau de brêches de saut est nécessaire aux factions criminelles pour leurs affaires et pour échapper aux poursuites.
En dehors des êtres humains, qui essaiment dans tout le secteur de Sirius, deux races extraterrestres apparaissent ou sont citées dans le jeu : les Dom'Kavosh, une ancienne civilisation ayant fondé un empire dans l'ensemble du secteur, dont les vestiges sont visibles sur certaines planètes, et disparus dans des circonstances inconnues; et leurs serviteurs, les Nomades, créatures bleues capables de contrôler l'esprit et les machines des humains.

#### Factions
Il existe de nombreuses factions humaines. La plupart, notamment les corporations, sont affiliées à l'une des quatre "Maisons" (les gouvernements des espaces colonisés), qui sont elles représentées par la police et les forces militaires.
Liberty
Liberty est l'espace américain, remarquable par une grande prospérité économique, en particulier ses "Trois Grands". Cette Maison se compose de cinq systèmes : New York, Texas, Californie, Colorado et Alaska, système placé secret par le gouvernement. Liberty est une république dirigée par la Présidente Jacobi dont le Secrétaire d'État est James Ballenshine. L'organisation de cette Maison dénonce clairement la folle privatisation des États-Unis : même la police est une société privée ! Elle fait trimer les prisonniers et engrange ainsi ses bénéfices... On voit également le même non-respect environnemental que dans Bretonia.
- Flotte de Liberty: forces militaires de liberty, dirigées par l'Amiral Bill Baldwin. Elles utilisent le chasseur lourd Liberty, le Défender.
- Force de Sécurité de Liberty: service de renseignements de la Flotte de Liberty, dirigée par Amon Bonnerille.
- Police de Liberty S.A.: société militaire privée chargée du maintien de l'ordre au sein de Liberty. Elle utilise le chasseur léger Liberty, le Patriot.
- Compagnie Universelle de Transport: principale entreprise de transport, et l'un des "Trois Grands" de Liberty.
- Ageira Technologies: compagnie à l'origine des routes commerciales et des portes de saut, et l'un des "Trois Grands" de Liberty.
- Ingénierie Intersidérales: compagnie responsable de la construction des routes commerciales et des portes de saut, et l'un des "Trois Grands" de Liberty.
- Denrée Artificielles: compagnie spécialisée dans la production de nourriture synthétique.
- Cures et Croisières Orbitales: agence de voyages de Sirius.
- Laboratoires Cryer: principale entreprise pharmaceutique de Sirius.
- Commerce Interstellaire: compagnie spécialisée dans les assurances et les échanges commerciaux. Elle paie aussi les primes reversées aux Chasseurs de Primes.

Bretonia
Bretonia est l'espace britannique, remarquable par son industrialisation sauvage au détriment de l'espace, qui n'est pas sans rappeler l'ère industrielle. Le régime est une monarchie constitutionnelle dirigée par la Reine Carina, dont le Ministre des Affaires Étrangères est Lord Arnold Benson Quigley et le Ministre de la Défense est Jonathan Long. Cette Maison se compose de six systèmes : Nouveau Londres, Cambridge, Manchester, Leeds, Édimbourg et Dublin. Le nom Bretonia est dérivé de Grande-Bretagne, île principale du Royaume-Uni.
- Forces Armées de Bretonia: forces militaires de Bretonia. Elles utilisent le chasseur lourd bretonnien, le Crusader.
- Police de Bretonia: organisation chargée du maintien de l'ordre au sein de Bretonia. Elle utilise le chasseur léger bretonien, le Cavalier.
- Mines et Métaux de Bretonia: Entreprise minières de Bretonia.
- Exportations Transmondes: principale entreprise de transport de Bretonia.
- Trans-Portail: entreprise de transport partenaire de la Guilde des Mineurs Indépendants.
- Terraformation S.A.: entreprise spécialisée dans la terraformation.

Kusari
Kusari est l'espace japonais, remarquable par la réussite de ses corporations, les keiretsu, extrêmement prospères dans tout Sirius. Cette Maison se compose officiellement de 5 systèmes : Nouveau Tokyo, Honshu, Shikoku, Kyushu et Hokkaido ; mais deux systèmes supplémentaires peuvent être considérés comme kusariens malgré leur absence de reconnaissance officielle : Chugoku et Tohoku. Kusari est une monarchie absolue dirigée par le Shôgun Edo, avec le Gouverneur Yoshinobu Tekagi comme membre de son gouvernement. Le mot japonais Kusari peut se traduire par "chaîne" et est probablement une référence à l'armure japonaise en cotte de mailles des Samouraïs.
- Forces Navales de Kusari: forces militaires de Kusari. Elles utilisent le chasseur lourd kusarien, le Dragon.
- Police d'État de Kusari: organisation chargée du maintien de l'ordre au sein de Kusari. Elle utilise le chasseur léger kusarien, le Drake.
- Industries Lourdes Samura: principale keiretsu kusarienne.
- Technologies Kishiro: keiretsu rivale de Samura, spécialisée dans la technologie
- Guilde des Mineurs de Gaz: entreprise spécialisée dans l'extraction et la production de l'hydrocombustible.

Rhénanie
La Rhénanie est l'espace allemand, remarquable par la puissance de son armée, souvent engagée dans les principaux conflits de Sirius, mais qui est anéantie après le scénario principal. Cette Maison se compose de 5 systèmes : Nouveau Berlin, Francfort, Hambourg, Stuttgart et Dresde. La Rhénanie est une république fédérale dirigée par le Chancelier Gustav Niemann (jusqu'à sa mort vers la fin du scénario) avec Karl Ettinger, puis Gunther Obst, comme Ministre des Affaires Étrangères. Le nom Rhénanie vient directement du nom de la région allemande Rhénanie, qui tire elle-même son nom du fleuve Rhin.
- Armée de Rhénanie: forces militaires rhénanes. Elles utilisent le chasseur lourd rhénan, le Valkyrie.
- Police Fédérale de Rhénanie: Organisation chargée du maintien de l'ordre au sein de la Rhénanie. Elle utilise le chasseur léger rhénan, le Banshee.
- Déchets ALG: entreprise de nettoyage et de recyclage industriels.
- Constructions Lourdes Daumann: principale entreprise minière et manufacturière de Rhénanie
- Minerai Kruger: entreprise minière partenaire d'ALG et rivale de Daumann
- Transports Républicains: entreprise de fret de la Rhénanie.

Criminels
En dehors des Maisons et de leurs corporations, la plupart des factions sont des organisations criminelles. Certaines d'entre elles sont associées à une Maison en particulier tandis que d'autres s'étendent un peu partout dans Sirius.
- Secteur Sirius:
  - Ferrailleurs: récupérateurs servant aussi d'intermédiaires entre groupes criminels et dont les bases sont des territoires neutres pour tous les hors-la-loi.
  - Corsaires: l'un des trois groupes criminels majeurs de Sirius, pratiquant le trafic d'artéfacts. Actuellement en guerre contre les Hessois Rouges et les Mollys.
  - Parias: l'un des trois groupes criminels majeurs de Sirius, trafiquant la cardamine, la drogue du Secteur Sirius.
  - Pirates de l'Espace: l'un des trois groupes criminels majeurs de Sirius, spécialisé dans la technologie.
- Liberty
  - Bandits de Liberty: principal groupe criminel de Liberty.
  - Xenos: petit groupe criminel xénophobe.
- Bretonia
  - Mollys: principal groupe criminel de Bretonia, luttant pour obtenir l'indépendance du système Dublin. En conflit avec les Corsaires.
  - Gaïens: écoterroristes luttant pour l'abolition de la terraformation.
- Kusari
  - Dragons sanguinaires: groupe révolutionnaire voulant rétablir l'ancienne monarchie à la tête du Shogunat.
  - Chrysanthème Dorés: groupe révolutionnaire voulant établir un matriarcat.
  - Alliance des Agriculteurs: groupe rebelle opposés à la présence de Denrées Artificielles au sein de Kusari.
  - Hogosha: groupe criminel rival des Ferrailleurs.
- Rhénanie
  - Hessois Rouges: anciens mineurs de Daumann et Kruger s'étant tourné vers la piraterie. Actuellement en guerre contre les Corsaires.
  - Unionistes: anciens employés de Transport Républicains tournés vers la criminalité.
  - Bundschuh: groupe révolutionnaire déclaré "Ennemi de la Nation" par la Rhénanie
  - LWB: de son nom complet Landwirtrechtbewegung (Mouvement pour les Droits des Agriculteurs), ce groupe est opposé à la présence de Denrées Artificielles au sein de la Rhénanie.

Indépendants
Certaines factions ne sont associées à aucune Maison, ni groupe criminel en particulier:
- Zoneurs: groupe gérant des ports francs ouverts à tous.
- Guilde des Chasseurs de Primes: société militaire privée offrant des services sécuritaires dans tout Sirius à des prix abordables.
- Guilde des Mineurs Indépendants: syndicat minier opérant dans les secteurs délaissés par les entreprises minières des Maisons et gérant certains ports francs.
- L'Ordre: organisation défendant le Secteur Sirius contre les Nomades. Elle utilise un vaisseau spécifique, le chasseur très lourd Anubis. N'apparaît que durant la campagne.

## Développement
Freelancer est perçu par une majorité de la communauté comme un jeu incomplet dont le développement n'a pas abouti. Cet avis est motivé par la découverte de nombreuses lacunes d'optimisation, en particulier en multijoueurs, ainsi que la présence d'équipements qui sont inaccessibles au joueur sans modification du jeu.
Aujourd'hui, de nombreux mods sont disponibles afin de compléter ces lacunes. Genesis, Discovery et Crossfire sont parmi les plus utilisés, 15 ans après la sortie officielle du jeu original. Plus de 50 mods ont été développés, certains par des studios mais la majorité par les joueurs eux-mêmes.

## Accueil
| Avis de certaines revues sur Freelancer                                                                                            | Avis de certaines revues sur Freelancer |
| Magazine | Note                                    |
| --- | --------------------------------------- |
| Eurogamer | 8 / 10                                  |
| GameSpy | 83 / 100                                |
| GameSpot | 8.3 / 10                                |
| IGN | 9.2 / 10                                |
| Jeux vidéo Magazine | 17 / 20                                 |
| GameCritics.com | 6.0 / 10                                |
| PC Zone | 8.4 / 10                                |
| Compilations de plusieurs avis |                                         |
| Compilation | Note                                    |
| Metacritic | 85 / 100                                |
| GameRankings | 85,0 %                                  |
| Prix reçus par le jeu |                                         |
| Game Critics Awards 1999: Best of Show, Best PC Game, Best Simulation, Outstanding Achievement in Graphics IGN's Game of the Month |                                         |

La première démonstration publique de Freelancer, en 1999, fut bien accueillie par l'industrie du jeu vidéo, ce qui permit au jeu de remporter quatre Game Critics Awards à l'Electronic Entertainment Expo 1999, dont celui du « meilleur jeu de l'exposition ». Les premières démos et previews ont particulièrement intéressé les journalistes, qui avaient pour la plupart des doutes sur les ambitieuses promesses de Chris Roberts.

### Médias externes
- [image] Combat spatial dans Freelancer